# Diablito de barrio
 Diablito de barrio es una película de Argentina filmada en Eastmancolor dirigida por Antonio Cunill (hijo) sobre el guion de Elio Erami que se estrenó el 31 de marzo de 1983 y que tuvo como actores principales a Juan Carlos Calabró, Cristina del Valle y Lorena Paola.

## Sinopsis
Un químico que vive humildemente con su sobrina e investiga el color de la felicidad. Gracias a Rita un empresario recupera su billetera y su esposa se encariña con la niña.

## Reparto
- Juan Carlos Calabró ... Jorge Beltrame
- Cristina del Valle …Alejandra
- Lorena Paola …Rita
- Tristán …Gustavo
- Dalma Milebo ... Diana Moreno
- Marcos Zucker ... Tío de Rita
- Eloísa Cañizares …Mirra
- Alberto Anchart ... Falso discapacitado pidiendo limosna en tren
- Horacio Bruno ... Empresario paraguayo
- Willy Ruano ... Luis
- Gloria Raines
- Pablo de Tejada ... Mozo
- Luis Aranda
- Ana Clara Altavista ... Guitarrista de la banda de rock
- Liliana Losavio
- Héctor Canosa
- Víctor Villa
- Noemí Kazán
- Ana María Colombo
- Lilian Riera
- Clotilde Borella ... Vecina
- Matilde Mur
- Carlos Trigo
- Juan Carlos Altavista …Cameo

● Alberto Irizar

## Comentarios
Clarín dijo:

«El diablito metió la cola…entre la comedieta, el melodrama y la moraleja.»

El Heraldo del Cinematografista escribió:

«…Cumple con lo que se propuso: mantener un entretenimiento estilo familiar, aprovechando la fama de Lorena Paola, la actriz-niña.»

Manrupe y Portela escriben:

«Aprovechamiento de una estrella infantil televisiva en una fábula light y complaciente.»